# Wapenboek van de ridders van het Gulden Vlies

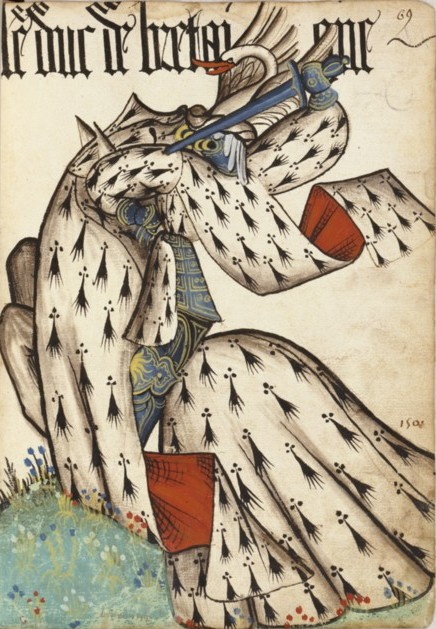
Hertog Jan V van Bretagne, afgebeeld in het Wapenboek van de ridders van het Gulden Vlies

Het Wapenboek van de Ridders van het Gulden Vlies of Le Grand Armorial équestre de la Toison d'or is een verlucht manuscript of wapenboek dat de leden van het Gulden Vlies bevat tussen 1429 en 1461 (jaartallen vermeld in de Paasstijl).

## Toelichting
Dit heraldisch document is een van de bekendste middeleeuwse wapenboeken en wordt bewaard in de Bibliothèque de l'Arsenal van Parijs. Het manuscript werd vermoedelijk besteld door een heraut die in nauw contact stond met Jean Le Fèvre de Saint-Remy, eerste heraut van de ridderorde. Het wapenboek werd op regelmatige basis bijgehouden vanaf de datum van de stichting van de orde in 1430 door Filips de Goede van Bourgondië tot in 1461. Enkele wapens en wapenstukken werden toegevoegd in de loop van de 16e eeuw; in de daaropvolgende eeuw liep het manuscript beschadigingen op. In de 18e eeuw kwam het manuscript in het bezit van Antoine-René de Voyer de Paulmy d'Argenson. Diens bibliotheek vormde de aanzet van de collectie van de Bibliothèque de l'Arsenal.
Het manuscript bestaat uit twee delen:
- Het eerste deel bevat een bladzijde grote afbeelding van 79 ridders van de Orde, te paard gezeten, in groot ornaat klaar voor het toernooi.
- Het tweede deel bevat 942 emblemen afkomstig van geheel Europa.

De ridderemblemen zijn getekend met een ganzenveer en ingekleurd met gouache op papier. Enkele bladzijden zijn gedeeltelijk ongekleurd gelaten.

## Externe links

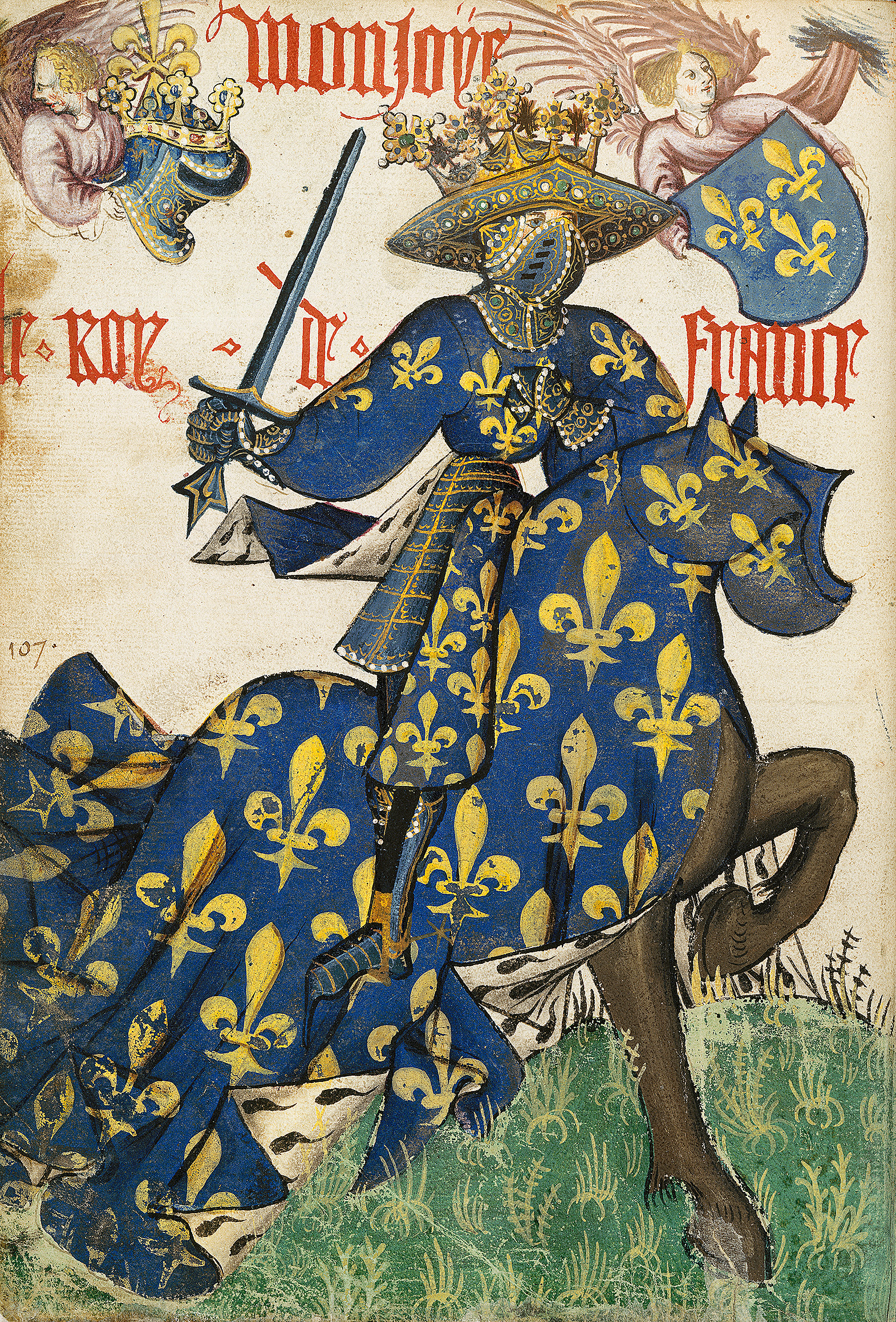
De koning van Frankrijk
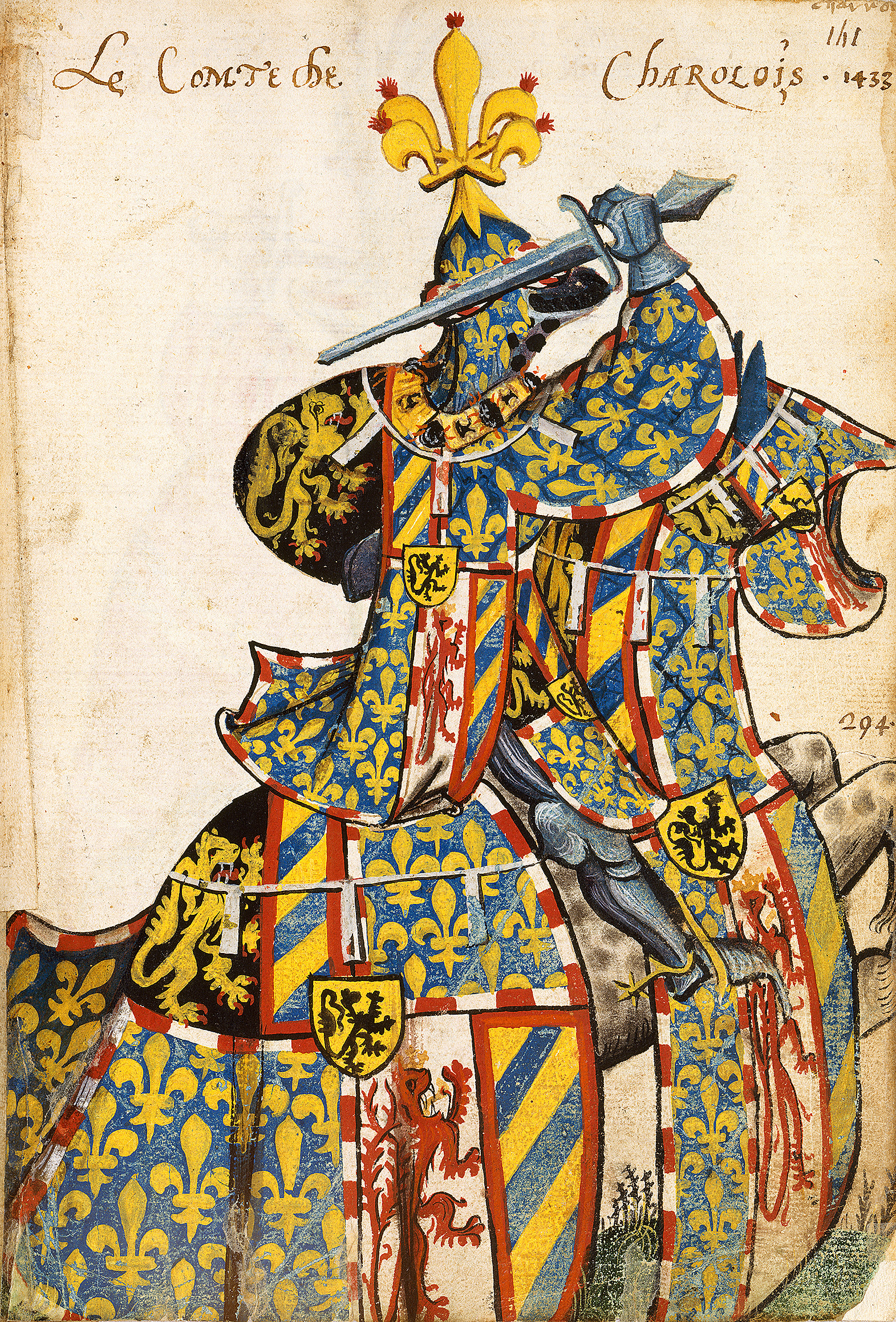
Karel de Stoute
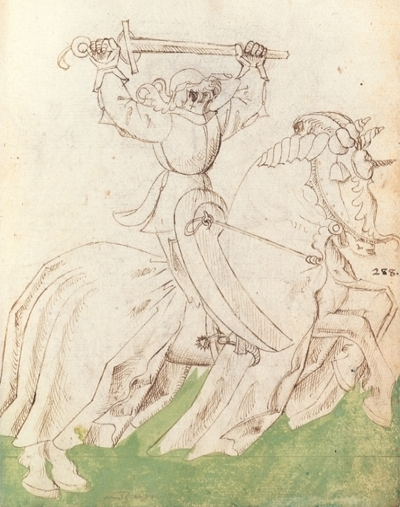
Karel, hertog van Orléans en Valois, gedeeltelijk ingekleurde miniatuur